# Джон Маклафлін (футболіст)
Джон Маклафлін (англ. Jon McLaughlin, нар. 9 вересня 1987, Единбург) — шотландський футболіст, воротар клубу «Рейнджерс».
Виступав, зокрема, за клуби «Бредфорд Сіті» та «Сандерленд», а також національну збірну Шотландії.

## Клубна кар'єра
Народився 9 вересня 1987 року в місті Единбург. Вихованець футбольної школи англійського аматорського клубу «Гаррогейт Таун». Дорослу футбольну кар'єру розпочав 2007 року в основній команді того ж клубу, в якій провів один сезон, взявши участь у 21 матчі Північної Конференції, шостого дивізіону Англії.
У травні 2008 року він підписав контракт з «Бредфорд Сіті», що виступав у Другій лізі, четвертому дивізіоні Англії. Відіграв за команду з Бредфорда наступні шість сезонів своєї ігрової кар'єри і починаючи з сезону 2010/11 був основним голкіпером команди, допомігши команді 2013 року вийти до Першої ліги. Маклафлін покинув клуб у липні 2014 року, не зумівши погодити новий контракт.
23 липня 2014 року шотландський воротар приєднався до іншого клубу Другої ліги «Бертон Альбіон», де також був основним воротарем і у першому сезоні допоміг посісти 1 місце та вийти до Першої ліги, де наступного року став другим і вийшов з клубом до Чемпіоншипу. Маклафлін допоміг своїй команді у сезоні 2016/17 зберегти прописку у другому за рівнем дивізіоні Англії, після чого покинув клуб.
У сезоні 2017/18 Маклафлін виступав на батьківщині за «Гарт оф Мідлотіан», а у червні 2018 року повернувся до Англії, уклавши контракт з клубом Першої ліги «Сандерлендом», у складі якого провів наступні два роки своєї кар'єри гравця. Граючи у складі «Сандерленда» також здебільшого виходив на поле в основному складі команди.
23 червня 2020 року Маклафлін приєднався до «Рейнджерса», де став дублером наддосвідченого Аллана Макгрегора і в першому ж сезоні виграв чемпіонат Шотландії, зігравши у тому розіграші 11 ігор.

## Виступи за збірну
2 червня 2018 року дебютував в офіційних матчах у складі національної збірної Шотландії в товариській грі проти Мексики (0:1), відігравши перший тайм і пропустивши гол від Джовані дос Сантоса, а в перерві був замінений на Скотта Бейна.
У травні 2021 року Маклафлін був включений до заявки збірної на чемпіонат Європи 2020 року
| Дата       | Місто  | Господарі | Результат | Гості      | Турнір            | Голи | Примітки |
| ---------- | ------ | --------- | --------- | ---------- | ----------------- | ---- | -------- |
| 3-6-2018   | Мехіко | Мексика   | 1 – 0     | Шотландія  | товариський матч  | -1   | 46'      |
| 13-10-2019 | Глазго | Шотландія | 6 – 0     | Сан-Марино | Відбір до ЧЄ 2020 | -    |          |
| Усього     |        | Матчів    | 2         |            | Голів             | -1   |          |

## Титули і досягнення

### Командні
- Чемпіон Шотландії (1):

«Рейнджерс»: 2020-21
- Володар Кубка Шотландії (1):

«Рейнджерс»: 2021-22
- Володар Кубка шотландської ліги (1):

«Рейнджерс»: 2023-24